# Article 23 de la Constitution de la Cinquième République française
Article 22 Article 24

## Texte
« Les fonctions de membre du Gouvernement sont incompatibles avec l'exercice de tout mandat parlementaire, de toute fonction de représentation professionnelle à caractère national et de tout emploi public ou de toute activité professionnelle.

Une loi organique fixe les conditions dans lesquelles il est pourvu au remplacement des titulaires de tels mandats, fonctions ou emplois.

Le remplacement des membres du Parlement a lieu conformément aux dispositions de l'article 25. »
— Article 23 de la Constitution de 1958

## Contenu
L'article impose aux députés qui acceptent de faire partie du gouvernement le sacrifice de leur siège de parlementaire et, depuis 1976, de député européen. 
La loi organique citée à l'alinéa 2 est l'ordonnance organique n°58-1099 du 17 novembre 1958, qui indique que le suppléant du parlementaire n'est proclamé qu'après l'expiration d'un délai d'un mois après la nomination au gouvernement. Cette disposition visait à préserver le siège du parlementaire dans le cas où sa nomination, ou l'existence du gouvernement, aurait été éphémère. 

## Postérité
L'application de la loi organique précisant le deuxième alinéa de l'article 23 a mis en danger politiquement le groupe socialiste de l'Assemblée nationale en 1988. À la suite des élections législatives françaises de 1988, les socialistes ne détenaient qu'une majorité relative. Le départ de 24 députés socialistes pour le poste de ministres n'ayant été comblé qu'après un mois comme indiqué par la loi organique, le groupe socialiste a momentanément perdu sa majorité.
Depuis 2013, tout fonctionnaire devenant membre du gouvernement est placé en disponibilité auprès de son administration.